# زیبایی روح (فیلم)
زیبایی روح (به عربی: حلاوة روح) فیلمی مصری محصول سال ۲۰۱۴ است. عده ای معتقدند این فیلم برداشتی از فیلم مالنا ساختهٔ جوزپه تورناتوره است. این فیلم در گونهٔ درام اجتماعی قرار دارد.

## خلاصه داستان
داستان زندگی زنی است دور مانده از شوهرش است که غم نان او را به رقص در کاباره می‌کشاند. پسرکی نوجوان دل به او می‌بازد و تا بسترش پیش می‌رود.

## حواشی
فیلم مصری «زیباییِ روح» به دستور دولت مصر توقیف شد. این فیلم که دو هفته در مصر روی پرده بود، به علت آنکه موضوع و صحنه‌های آن غیراخلاقی ارزیابی شد، با اعتراض مراجع مذهبی و همچنین نهادهای حامی حقوق کودکان روبرو شد. بعضی این فیلم را با فیلم ایتالیایی ماله‌نا، ساخته جوزِپه تورناتوره، مقایسه کرده‌اند، که هنرپیشه زن فیلم اسیر تابوهای اجتماعی می‌شود.